# Список загиблих ветеранів Французького легіону в російсько-українській війні
У статті наведено перелік ветеранів Французького іноземного легіону, які після початку російсько-української війни стали до лав Сил Оборони України та загинули в зоні бойових дій. 

## Список загиблих ветеранів Французького легіону 2022
| №  | Прізвище та ім'я           | Біографія | Дата загибелі   | Обставини загибелі                            |
| -- | -------------------------- | --- | --------------- | --------------------------------------------- |
| 1. | Сойко Святослав Андрійович | 24.01.1990 Росії. В дитинстві переїхав в Україну. Служив в Французькому легіону, в 2022 повернувся в Україну записався до лав ЗСУ.     | 24 березня 2022 | Загинув в селі Мирне Запорізької області.     |
| 2. | Божко Андрій               | 23 роки, Кривий Ріг, Україна. У 18 роців переїхав до Франції та вступив до Французького легіону.                                       | 3 квітня 2022   | Загинув в Маріуполі.                          |
| 3. | Гак Бані Андре Льюіс       | 43 роки, Порту-Алегрі, Ріу-Гранді-ду-Сул, Бразилія. Ветеран Французького легіону. Воював у Кот-д'Івуарі, де був поранений у 2017 році. | 5 червня 2022   | Загинув в боях з агресором в м. Сєвєродонецьк |
| 4. | Ледвій Тарас               | 41 рік, Яворів, Україна. Ветеран війни у Афганістані та Югославії. Служив у Французькому легіоні. Полковник ГУР МО.                    | 9 червня 2022   | Помер в місті Бахмут, від отриманих поранень  |
| 5. | Марчук Іван                | 28 років, Брест, Білорусь. В 19 років вступив в Французький легіон. В 2015 році вступив до лав ЗСУ.                                    | 26 червня 2022  | Загинув в боях за Лисичанськ                  |
| 6. | Руа-Сіруа Еміль-Антуан     | 1991 Канада. Ветеран Французького легіону. З 2022 року воював в лавах ЗСУ.                                                             | 18 липня 2022   | Загинув у боях за місто Сіверськ.             |

## Список загиблих ветеранів Французького легіону 2023
| №   | Прізвище та ім'я | Біографія                                                                               | Дата загибелі   | Обставини загибелі           |
| --- | ---------------- | --------------------------------------------------------------------------------------- | --------------- | ---------------------------- |
| 7.  | Кулик Євген      | 23 роки, Україна. Ветеран Французького легіону.                                         | січень 2023     |                              |
| 8.  | Йоханссон Роджер | Ландал, Швеція. Служив у Французькому легіоні.[джерело?]                                | 23 січня 2023   | Загинув у боях на Херсонщині |
| 9.  | Йоханссон Мішель | 40 років, Швеція. Ветеран війни у Афганістані. Служив у Французькому легіоні.[джерело?] | 17 лютого 2023  | Загинув у Вугледарі          |
| 10. | Пащук Дмитро     | Львів. Ветеран Французького легіону.                                                    | 12 березня 2023 |                              |
| 11. | Яремчук Андрій   | 31 років, Якимівка, Тернопільщина, Україна. 5 років служив у Французькому легіоні.      | 31 жовтня 2023  |                              |